# Napaea beltiana
Espèce
Napaea beltiana est une espèce d'insectes lépidoptères (papillons) appartenant à la famille des Riodinidae, à la sous-famille des Riodininae et au genre Napaea.

## Dénomination
Napaea beltiana a été décrit par Henry Walter Bates en 1867 sous le nom de Cremna beltiana.

### Sous-espèces
- Napaea beltiana beltiana
- Napaea beltiana aza (Druce, 1904) ; présent en Colombie.
- Napaea beltiana malis (Godman, 1903) ; présent en Colombie[1].

### Nom vernaculaire
Napaea beltiana se nomme  Clouded Metalmark en anglais.

## Description
Napaea  beltiana est un papillon de couleur marron, d'une envergure d'environ 35 mm, à l'apex des ailes antérieures angulaire. Le dessus, de couleur marron, est piqueté de gros points blanc avec aux ailes postérieures une ligne submarginale de chevrons blancs.
Sur le revers les marques blanches sont discrètes et aux ailes postérieures la totalité de l'angle anal est recouverte de nacré formant une plage allant de la moitié du bord interne presque jusqu'à l'apex.

## Écologie et distribution
Napaea  beltiana est présent en Guyane, en Guyana, au Surinam, en Colombie et au Brésil.

### Protection
Pas de statut de protection particulier.